# Plug In Tokyo
『Plug In Tokyo』(プラグイントーキョー)は、2003年から1年にわたって、月曜〜木曜の19時台に放送されたJFN制作のラジオ番組である。出演者は、宗方脩とデーモン小暮閣下。
| JFN系 月曜 - 木曜 19時台 | JFN系 月曜 - 木曜 19時台                 | JFN系 月曜 - 木曜 19時台 |
| 前番組                   | 番組名                                   | 次番組                   |
| ------------------------ | ---------------------------------------- | ------------------------ |
| beat stream              | Plug In Tokyo （2003年10月 - 2004年9月） | Adult Oriented Radio     |

| スタブアイコン | サブスタブ | この項目は、まだ閲覧者の調べものの参照としては役立たない、ラジオ番組に関連した書きかけの項目です。この項目を加筆・訂正などしてくださる協力者を求めています（P:ラジオ/PJ:放送番組）。 |